# Jartypory (gromada)
Jartypory – dawna gromada, czyli najmniejsza jednostka podziału terytorialnego Polskiej Rzeczypospolitej Ludowej w latach 1954–1972.
Gromady, z gromadzkimi radami narodowymi (GRN) jako organami władzy najniższego stopnia na wsi, funkcjonowały od reformy reorganizującej administrację wiejską przeprowadzonej jesienią 1954 do momentu ich zniesienia z dniem 1 stycznia 1973, tym samym wypierając organizację gminną w latach 1954–1972.
Gromadę Jartypory z siedzibą GRN w Jartyporach utworzono – jako jedną z 8759 gromad – w powiecie węgrowskim w woj. warszawskim, na mocy uchwały nr VI/10/22/54 WRN w Warszawie z dnia 5 października 1954. W skład jednostki wszedł obszar dotychczasowej gromady Jartypory ze zniesionej gminy Ruchna oraz osiedle Nowiny i kolonia Węgrów z miasta Węgrów w tymże powiecie. Dla gromady ustalono 9 członków gromadzkiej rady narodowej.
31 grudnia 1959 z gromady Jartypory wyłączono kolonię Nowiny, włączając ją do miasta Węgrów w tymże powiecie, po czym gromadę Jartypory zniesiono a jej (pozostały) obszar włączono do gromady Ruchna w tymże powiecie.